# Rectoria de Llampaies
La Rectoria de Llampaies és un edifici de Saus, Camallera i Llampaies (Alt Empordà) que forma part de l'Inventari del Patrimoni Arquitectònic de Catalunya. Està situada dins del petit nucli urbà de la població de Llampaies, al bell mig del terme, a la part de llevant, al carrer de Ponent.

## Descripció
És un edifici de planta rectangular format per tres cossos adossats, amb coberta de teula de dues vessants i distribuït en planta baixa i pis. El cos central presenta un passadís obert a la part inferior, pel qual discorre el carrer de Ponent. Està cobert amb una gran volta d'arc rebaixat, bastida amb maons disposats a pla, amb els dos arcs laterals amb maons a sardinell. A la façana nord del cos situat a llevant hi ha dos cossos circulars, amb cobertes de teula, que podrien correspondre a un forn i un pou.
Les obertures presents a la construcció són totes rectangulars, algunes emmarcades amb maons i d'altres amb carreus de pedra. Les portes d'accés als dos cossos laterals de l'habitatge estan situades sota la volta del cos central. Presenten les llindes planes gravades, tot i que les inscripcions són pràcticament il·legibles, tot i que s'intueix l'any 1587. De l'interior de l'edifici destaca la sala, situada damunt del passadís, coberta amb volta de maó pla a quatre vents. També hi ha tres voltes de pedra treballada, amb decoració senzilla i inscripcions.
La construcció és bastida amb pedruscall i fragments de maons, lligat amb morter.

## Història
El conjunt de la Rectoria és el producte de diverses etapes constructives, que han modificat al llarg del temps la seva fesomia. La construcció original es va fer el segle xiii (1276), al costat de Can Gener. L'any 1514 va construir-se un paller a l'altra banda del carer, que posteriorment, durant el segle xviii, va comunicar-se amb l'habitatge primitiu. A les darreries del segle xix (1899) l'antic paller va ser habilitat com a habitatge. Finalment, el 1972, es va fer la reconstrucció que ha configurat la imatge actual del conjunt.